# Hierochthonia pulverata
Hierochthonia pulverata là một loài bướm đêm trong họ Geometridae.